# Nothing Personal (film, 2009)
Pour les articles homonymes, voir Nothing Personal.
Pour plus de détails, voir Fiche technique et Distribution.
Nothing Personal est un film néerlandais réalisé par Urszula Antoniak, sorti en 2009.

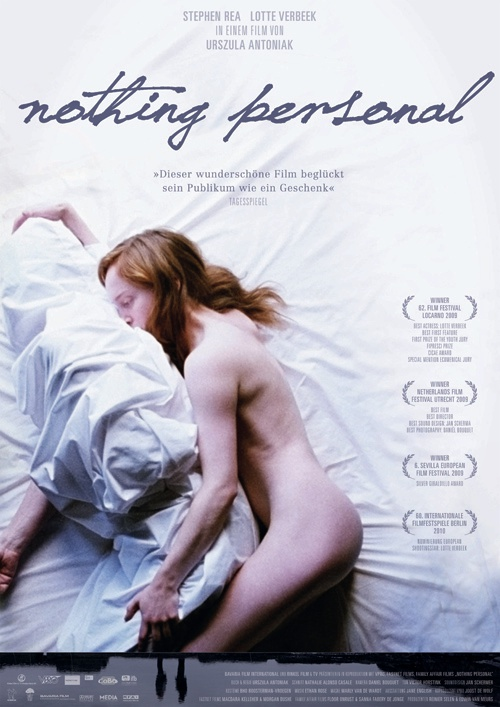
Affiche du film.

Présenté en compétition au Festival international du film de Locarno, il remporte le Léopard d'Or du premier film tandis que Lotte Verbeek gagne le prix de la meilleure actrice. Le film remporte également 4 Veau d'or, dont celui du meilleur film, au Festival du cinéma néerlandais d'Utrecht 2009, et Lotte Verbeek obtient la même année l’Étoile d’or de la meilleure interprétation féminine au festival international du film de Marrakech.

## Synopsis
Une jeune femme néerlandaise quitte les Pays-Bas avec son seul sac à dos. Elle rejoint l'Irlande où, à force d'errer sur les routes du Connemara, elle rencontre Martin qui vit isolé dans sa maison. Il l'héberge en échange d'une aide dans ses travaux du quotidien, elle accepte à condition de n'avoir aucune conversation personnelle.

## Fiche technique
- Titre : Nothing Personal
- Réalisation : Urszula Antoniak
- Scénario : Urszula Antoniak
- Musique : Ethan Rose
- Photographie : Daniël Bouquet
- Montage : Nathalie Alonso Casale
- Production : Morgan Bushe, Reinier Selen et Edwin van Meurs
- Société de production : Rinkel Film, Family Affair Films, Fastnet Films et Vrijzinnig Protestantse Radio Omroep
- Société de distribution : Cinema Delicatessen (Pays-Bas)
- Pays :  Pays-Bas et  Irlande
- Genre : Drame
- Durée : 85 minutes
- Dates de sortie : 
  -  Pays-Bas : 10 décembre 2009

## Distribution
- Lotte Verbeek : You
- Stephen Rea : Martin
- Tom Charlfa : le père Picknick
- Ann Marie Horan : la mère Pocknick
- Fintan Halpenny : le fils aîné Picknick
- Sean McRonnel : le fils cadet Picknick

## Distinctions
Le film a reçu le Léopard de la première œuvre et le Léopard de la meilleure interprétation féminine pour Lotte Verbeek au Festival international du film de Locarno 2009. Il a également remporté 4 Veaux d'or dont celui du meilleur film.